# Jan Neplach
Jan Neplach (23. února 1322 Hořiněves – pravděpodobně 16. září 1371 Opatovice nad Labem) byl opatovický opat, kronikář a diplomat.

## Život
Svůj životopis napsal Neplach v kronice sám. Podle něj se narodil v prostém domě ve vsi Hořiněvsi. 
V roce 1328 nastoupil do benediktinské školy v Opatovicích. 31. března roku 1332 byl přijat do noviciátu benediktinského řádu ve starém opatovickém klášteře a o dva roky později, v roce 1334 složil řeholní sliby. V roce 1340 byl poslán opatem Hroznatou na boloňskou univerzitu. Roku 1347 již s opatem pobýval u papežské kurie v Avignonu. Tam 11. února 1348 obdržel od papeže Klimenta VI. provizí opatství, za něž zaplatil vysokou taxu 500 zlatých a po Hroznatově rezignaci nastoupil na jeho místo. Vedle toho si získal přízeň Karla IV. Je doloženo jeho časté cestování v Karlových službách: počátkem roku 1353 jel do Avignonu k papeži Inocenci VI. s Karlovým pozdravným dopisem a několika žádostmi. Císaře doprovázel roku 1354 do Trevíru a do Met a roku 1355 na korunovační cestě do Říma. Cestoval i ve službách arcibiskupa Jana Očka z Vlašimi, například roku 1365 do Řezna, kde podepsal s klášterem dohodu o konfraternitě, a ve stejné záležitosti jel do opatství v Tynci u Krakova.

## Dílo
Jediným známým literárním dílem je Stručný spisek kroniky římské i české, napsaný v latině pod titulem Summula chronicae tam Romanae quam Bohemicae. Pochází nejspíše z roku 1360 a je nepříliš velkého rozsahu, které nemá příliš velkou cenu po stránce literární a po stránce historické mají cenu pouze některé jednotlivé zápisy ze 14. století. Velkou část tvoří prosté analistické zápisy, obsahující chronologii římských císařů, papežů s doplňky o svatých, poněkud obsáhlejší chronologie českých panovníků, speciálně je potom pojednáno o období Karla IV.